# Libocedrus yateensis
Libocedrus yateensis  — вид хвойних рослин родини кипарисових.

## Поширення, екологія
Ендемік Нової Каледонії. Цей вид рідко поширений в двох долинах річок в південних ультраосновних масивах і одному північному місці недалеко від Повіли на висотах від 150 до 600 м над рівнем моря в прибережних рівнинних лісах.

## Морфологія
Однодомний кущ або дерево висотою 2–10, іноді 12 метрів з дуже ароматною деревиною, з діаметром стовбура від 10 до 30 сантиметрів. Кора груба і луската, червонувато-коричнева і відшаровується тонкими поздовжніми, нерівними смугами і пластинами. Гілки висхідні або розлогі і утворюють конічну крону у молодих деревах, що стає пухнастою пізніше. На дорослих деревах бічні пари листків 3–4 мм, вигнуті, опуклі на спині, загострені; лицьові листки 2–3 мм довжиною, загострені. Листки глянцеві оливково-зелений, жилові смуги блакитно-білі. Пилкові шишки ростуть індивідуально на кінцях гілочок. Вони мають циліндричну форму, довжиною від 5 до 8 іноді 10 мм з діаметром від 2 до 2,5 мм. Чоловічі стробіли з 16–20, хрестоподібними спорофілами. Шишки яйцюваті, завдовжки близько 10 мм; 2 родючі луски довжиною близько 10 мм, стерильна пара лусок довжиною близько 7,5 мм. Насіння довгасто-яйцеподібне, злегка сплюснуте, 5–6 мм завдовжки і шириною близько 2,5 мм, світло-коричневе з двома протилежними, тонкошкірими крилами.

## Використання
Вид не використовується в комерційних цілях. Деякі молоді рослини вирощуються в кількох ботанічних садах в теплицях для дослідницьких цілей.

## Загрози та охорона
Вогонь є загрозою у всьому діапазоні поширення. Субпопуляція в фр. Rivière Bleue Provincial Park добре захищена, хоча розташована близько до туристичних об'єктів та уразлива для вогню.